# Veintena

Escudo del Reino de Navarra y de la Diputación Foral

Las veintenas, quincenas y oncenas, fueron en el siglo xix y hasta 1990, las juntas que en los pueblos de Navarra resolvían los asuntos de mayor trascendencia para los que no bastaba el acuerdo del Ayuntamiento. La designación de los miembros que formaban estas juntas y sus competencias variaron a lo largo del tiempo, de acuerdo también con la legislación municipal general de la nación.. Su funcionamiento quedó en suspenso el 30 de julio de 1979 para las juntas de los ayuntamientos; en los concejos estas justas se mantuvieron hasta .supresión por la Ley Foral 6/1990, de 2 de julio, de la administración local de Navarra.

## Origen y aplicación en el antiguo Reino
Las veintenas fueron introducidas en Navarra por la Ley 27 de las Cortes de 1794-1797, a fin de dar seguridad a los acuerdos de mayor trascendencia que hasta entonces eran resueltos en los pueblos por el concejo formado por todos los vecinos. A lo largo del siglo XVIII, varias villas habían solicitado y obtenido de las Cortes el establecimiento de estas juntas. La citada Ley 27 extendió las veintenas a todos los pueblos de cien o más vecinos. Las denominadas veintenas quedaban formadas por veintiún miembros, formando parte de ellas los alcaldes y regidores, de ese año y del anterior, completando el número del modo que en cada pueblo, según costumbre, se designan los oficios, sea por insaculación, o sorteo entre los que hayan sido anteriormente alcaldes o regidores.
Las Cortes de Navarra, en las sesiones de 1817 y 1818, aprobó la Ley 60, consideró que unas juntas similares debían establecerse para los pueblos con una menor población, y así estableció las quincenas, compuestas por quince sujetos, para los pueblos que alcancen los 80 vecinos; y las oncenas, con once miembros, en los pueblos que alcancen los 50 vecinos.

## En la Diputación Foral

### Tras la confirmación de los fueros
Tras la Ley de confirmación de los Fueros de 1839, el Real Decreto de 16 de noviembre de ese mismo año, estableció en su art. 6 que en Navarra, al igual que en las provincias vascongadas, los ayuntamientos se renovarían "según tengan de fuero y costumbre", tomando posesión el primero de enero de 1840; nada cambió, por tanto, en ese momento de la organización de los ayuntamientos. No obstante, la propia diputación pidió al gobierno que la elección de los miembros del ayuntamiento se realizase sgún la ley general de la nación, y así se le concedió el 8 de noviembre de 1840. La Ley paccionada de 1841 estableció en su artº 5 que los ayuntamientos se elegirían y organizarían en Navarra, según las reglas generales de toda la nación; sin embargo, en el artº 6 preveía que la administración económica interior de los fondos, derechos y propiedades de los pueblos se ejercerían bajo la dependencia de la Diputación.
La Diputación consideró que, a excepción del modo en que se elegían los Ayuntamientos, nada cambio en su gobierno, ya que la administración económica de los fondos municipales abarcaba también todos los actos relacionados con el manejo e inversión de eos fondos y por tanto suponía el mantenimiento de las veintenas y demás juntas. En ese sentido. Diputación recordó, mediante Circular del 5 de abril, que debían cumplirse las leyes de Navarra relativas a las oncenas, quincenas y veintenas, precisando que debían quedar formadas por los miembros actuales del Ayuntamiento, y los del año anterior, completados hasta el número previsto mediante sorteo entre una relación que debía incluir un número triple de los mayores contribuyentes.
La Diputación consideró que todo lo establecido por la ley paccionada para la administración de los bienes de los ayuntamientos, eran aplicables para lo bienes de los concejos, de modo que, en aplicación de las leyes de Cortes que establecieron las veintenas, quincenas y oncenas, éstas también se aplican a los concejos; estas juntas quedaron formadas por el alcalde pedáneo, los miembros de ayuntamiento que residan en ese pueblo, y los que hubieran ocupado esos cargos en el bienio anterior. Así lo estableció formalmente la Diputación por acuerdos de 31 de mayo de 1861 y 8 de febrero de 1898, El alcalde pedáneo, previsto en la Ley municipal era elegido por el alcalde; la Diputación consideró que, atendiendo a la competencia del concejo sobre sus bienes, la presidencia de las juntas debía recaer en el vecino que elegido de entre sus miembros por la propia junta, así lo declaró expresamente por acuerdos del 11 de agosto de 1910 y 28 de diciembre de 1914.

### Tras el Estatuto Municipal de 1924
El Estatuto Municipal de 1924, promulgado durante la Dictadura de Primo de Rivera concedía una mayor autonomía a los ayuntamientos, cuestión que entraba en conflicto con la intervención directa de la Diputación en los ayuntamientos prevista por la Ley Paccionada. La Diputación pidió y obtuvo del gobierno un régimen especial para los ayuntamentos navarros, que quedó establecido por el Real Decreto-Ley, de 4 de nomviembre de 1925, que establecía las bases para aplicar en Navarra el Estatuto Municipal.
Sobre estas bases la Diputación aprobó el 3 de febrero de 1928 el  Reglamento para la Administración Municipal de Navarra. El reglamento mantenía juntas de oncena para los municipios de hasta 250 habitantes; las de quincena para municipios de entre 251 y 500 habitantes, Y las de veintena, para los de más de 500 habitantes. Estas  juntas quedaban formadas por los miembros de la corporación municipal, elegidos según la legislación general, y el número restantes de contribuyentes, dos para los de mayor contribución y el resto sorteados de una lista de los contribuyentes ordenados por su contribución, con un número triple de los que debían elegirse.
El gobierno de los concejos correspondía directamente a las juntas de oncena, quincena o veintena; el presidente era elegido por los cabezas de familia, a la junta se añdia los dos mayores contribuyentes en las oncenas, y los tres mayores en las quincenas y veintenas. El resto se designaban por sorteo entre los cabezas de familia.

### Tras la Constitución de 1978
Hasta la entrada en vigor de la Constitución de 1978, no se operaron cambios en la administración municipal, pues tanto la Ley municipal republicana, de 31 de octubre de 1935, como la legislación franquista, tanto la Ley de Bases de 17 de julio de 1945, como el Reglamento de Organización, funcionamiento y régimen jurídico de las Corporaciones locales de 17 de mayo de 1952, reconocían el régimen municipal navarro basado en la Ley Paccionada; además este último Reglamento preveía la subsistencia del régimen de veintenas, quincenas u oncenas, y el concejo abierto para los pueblos que no excedan los 250 habitantes.
La Constitución, sin embargo, al establecer en su art. 137 la autonomía municipal, exigía eliminar los controles y la tutela que históricamente había ejercido la Diputación sobre los ayuntamientos; por otra parte, el principio democrático de las instituciones municipale era incompatible con el sistema censitario de las juntas de oncena, quincena y veintena. Para resolver esta incongruencia, el Parlamento Foral, mediante la norma del 4 de julio de 1979, dejó en suspenso estas juntas, por lo que respecta a los municipios, manteniéndolas para los concejos. Tras la aprobación de la Ley Orgánica 13/1982, de 10 de agosto, de reintegración y mejoramiento del régimen foral de Navarra, el Parlamento de Navarra, mediante la Ley Foral 31/1983, de 13 de octubre, estableció que las juntas de oncena, quincena y veintena de los concejos que se regían por esas juntas, serían elegidos por los vecinos mayores de edad; eliminando así el carácter censitario que aún conservaban. Finalmente, mediante la Ley Foral 6/1990, de 2 de julio, de la administración local de Navarra, quedaron anuladas, tanto para los ayuntamientos como para los concejos, las antiguas juntas de oncena, quincena y veintena.